# NGC 5844
NGC 5844 је планетарна маглина у сазвежђу Јужни троугао која се налази на NGC листи објеката дубоког неба.
Деклинација објекта је - 64° 40' 22" а ректасцензија 15h 10m 40,7s. Привидна величина (магнитуда) објекта NGC 5844 износи 12,3 а фотографска магнитуда 13,2. NGC 5844 је још познат и под ознакама PK 317-5.1, ESO 99-PN1, AM 1506-642.